# Jan van der Jagt
Jan van der Jagt (Rotterdam, 30 mei 1924 – Arnhem, 4 augustus 2001) was een Nederlandse politicus voor het Gereformeerd Politiek Verbond (GPV).

## Loopbaan
Van 1977 tot 1991 zat hij voor deze politieke partij in de Eerste Kamer en vervulde als eenmansfractie tevens de rol van fractievoorzitter, behalve in de periode 1981-1983 toen het GPV niet in de Eerste Kamer was vertegenwoordigd. Van der Jagt viel op door zijn blijmoedige uitstraling en vanwege het feit dat hij altijd een vlinderdasje droeg.

Voordat hij de landelijke politiek inging was hij van 1974 tot 1977 lid van de Provinciale Staten van Gelderland geweest. Hij vervulde ook nog andere functies voor het GPV, zo was hij onder meer van 1966 tot 1977 penningmeester en van 1976 tot 1984 partijvoorzitter.
Van der Jagt die lid was van de Gereformeerde Kerken vrijgemaakt, vond de partijpolitieke band met de belijdenis van dit kerkgenootschap van wezenlijk belang en vestigde daar vaak de aandacht op. Als gevolg hiervan was hij niet voor het samengaan met de toenmalige Reformatorische Politieke Federatie (RPF), wat later toch zijn beslag zou krijgen in de ChristenUnie.
Naast zijn politieke werk was hij mede-eigenaar van een architectenbureau genaamd "Architecten B.V. De Gruyter-Amsterdam en Van der Jagt-Arnhem". Daarvoor was hij als gemeente-architect in Enschede en Arnhem werkzaam geweest. Over zijn werkterrein verschenen van zijn hand een aantal publicaties en bijdragen.
Verder was hij in de jaren vijftig en zestig lid van het bestuur van de Stichting Gereformeerd Gezinsblad die verantwoordelijk was voor de uitgave van het Gereformeerd Gezinsblad, de voorloper van het Nederlands Dagblad dat tot het begin van de jaren negentig min of meer als de spreekbuis van het GPV gold.
Wat opleidingen betreft, heeft hij aan de Rotterdamse Academie van Beeldende Kunsten en Technische Wetenschappen en aan de Amsterdamse Academie van Bouwkunst gestudeerd.
Jan van der Jagt overleed op 77-jarige leeftijd.